# Corpi celesti (romanzo)
Corpi celesti è un romanzo del 2010 della scrittrice omanita Jokha al-Harthi.

## Trama
Il romanzo segue la vita di tre sorelle e i loro matrimoni infelici ad al-Awafi, in Oman.

## Riconoscimenti
Il romanzo è stato tradotto in oltre 20 lingue ed è la prima opera scritta da una donna omanita a essere tradotto in inglese, nonché il primo romanzo di un autore omanita a essere tradotto in italiano. Il libro ha vinto il Best Omani Novel Award nel 2010 ed è stato selezionato per lo Zayed Book Award nella categoria "Giovani autori" nel 2011. Nel 2019 il romanzo si è, inoltre, aggiudicato l'International Booker Prize. Corpi celesti è anche stato il primo romanzo tradotto dall'arabo a vincere il premio.

## Edizioni italiane
- Giacomo Longhi (a cura di), Corpi celesti, Bompiani, 2022, ISBN 9788830103221.